# Bris Rocher
Pour les articles homonymes, voir Rocher.
Bris Rocher, né le 12 octobre 1978 à L'Isle-Adam, est un chef d'entreprise, homme d'affaires et milliardaire français. Sa fortune le classe, selon le magazine Challenges, au 43e rang des fortunes françaises en 2020.

## Biographie
Il est le petit-fils de Yves Rocher (1930-2009), fondateur de l'entreprise éponyme, le fils de Didier Rocher (1953-1994) et le neveu de Jacques Rocher (né en 1957). Jeune, il souhaite devenir guitariste de jazz.
Son père Didier est patron de l'entreprise pendant 3 ans avant de décéder d'un accident en 1994. Le grand-père Yves Rocher reprend la présidence et veut faire de Bris son successeur. Il le fait alors entrer dans l'entreprise à l'âge de 16 ans sans avoir passé le baccalauréat. Stéphane Bianchi, directeur général délégué du groupe de 1998 à 2015, le forme à des tâches administratives.
En 2000, Stéphane Bianchi, qui est un ancien d'Arthur Andersen, l'envoie s'initier à la finance chez Arthur Andersen aux États-Unis.
Il revient dans l'entreprise familiale en 2002, d'abord dans la filiale de Philadelphie, puis en 2003 comme vice-président chargé de la prospective, puis du développement en Asie et directeur général en 2006.
En 2009, lorsque son grand-père décède, il devient président directeur général de la société. Stéphane Bianchi continue à assurer sa formation.
En 2012, il rachète les 19,3 % de parts encore détenus par Sanofi. En 2015, il inaugure un nouveau siège social à Issy-les-Moulineaux. Lorsque Stéphane Bianchi prend sa retraite en 2015, Bris Rocher nomme 4 directeurs généraux adjoints et prend directement en main le développement de la marque.
En 2018, il décide de racheter le groupe Arbonne aux États-Unis (470 millions d'euros de chiffre d'affaires, 800 salariés).
En 2023, il quitte la direction générale du groupe pour ne garder que la présidence.